# Editorial Gustavo Gili
L'Editorial GG (Gustavo Gili), amb seus a Barcelona, Ciutat de Mèxic, Sao Paulo i Lisboa, està especialitzada en cultura visual, i ha donat a conèixer autors com John Berger, Milton Glaser, Rem Koolhaas, Bruno Munari, Joan Fontcuberta, Ellen Lupton, Austin Kleon, Juhani Pallasmaa o Ernst Neufert.
El 2016, va traslladar les seves oficines a la Casa Heribert Salas (Via Laietana, 47).

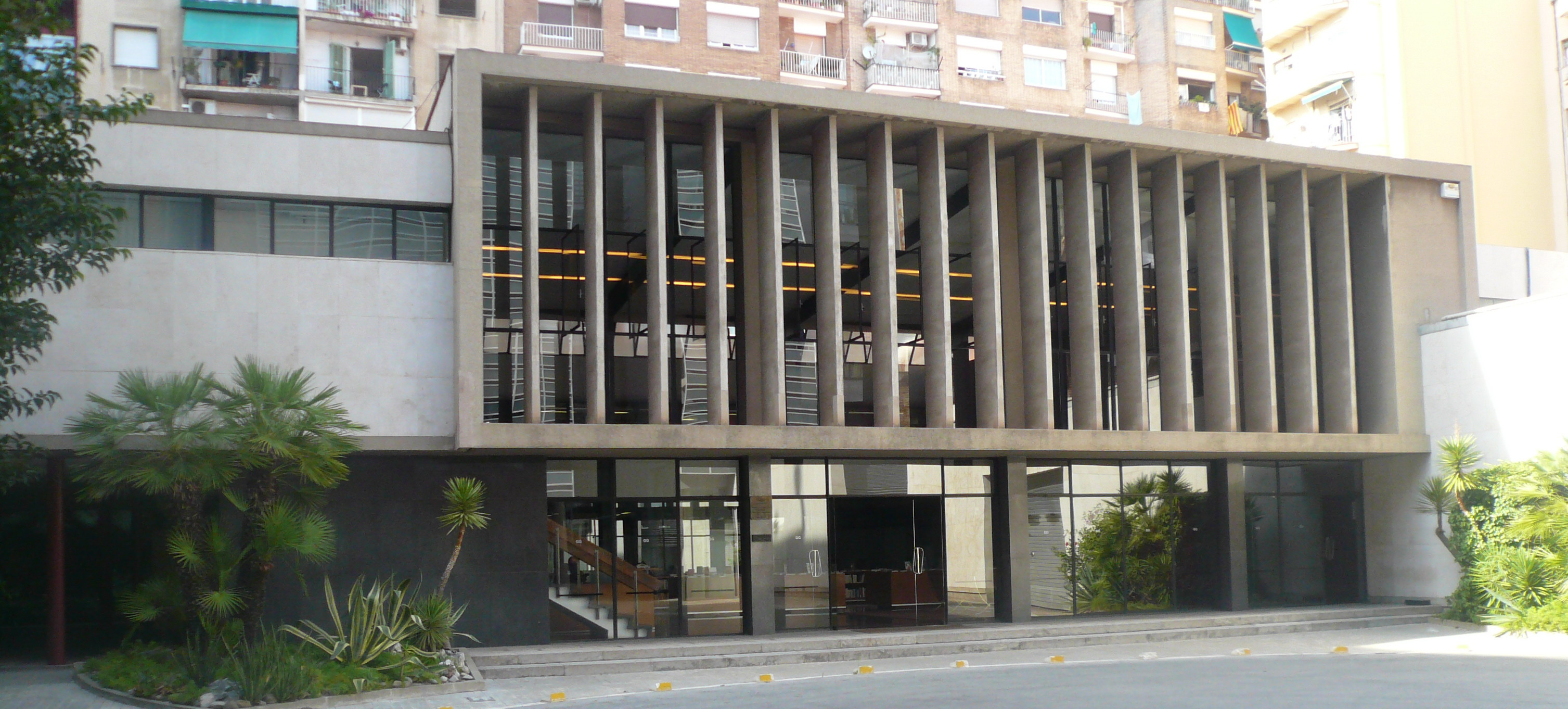
Seu històrica del carrer de Rosselló

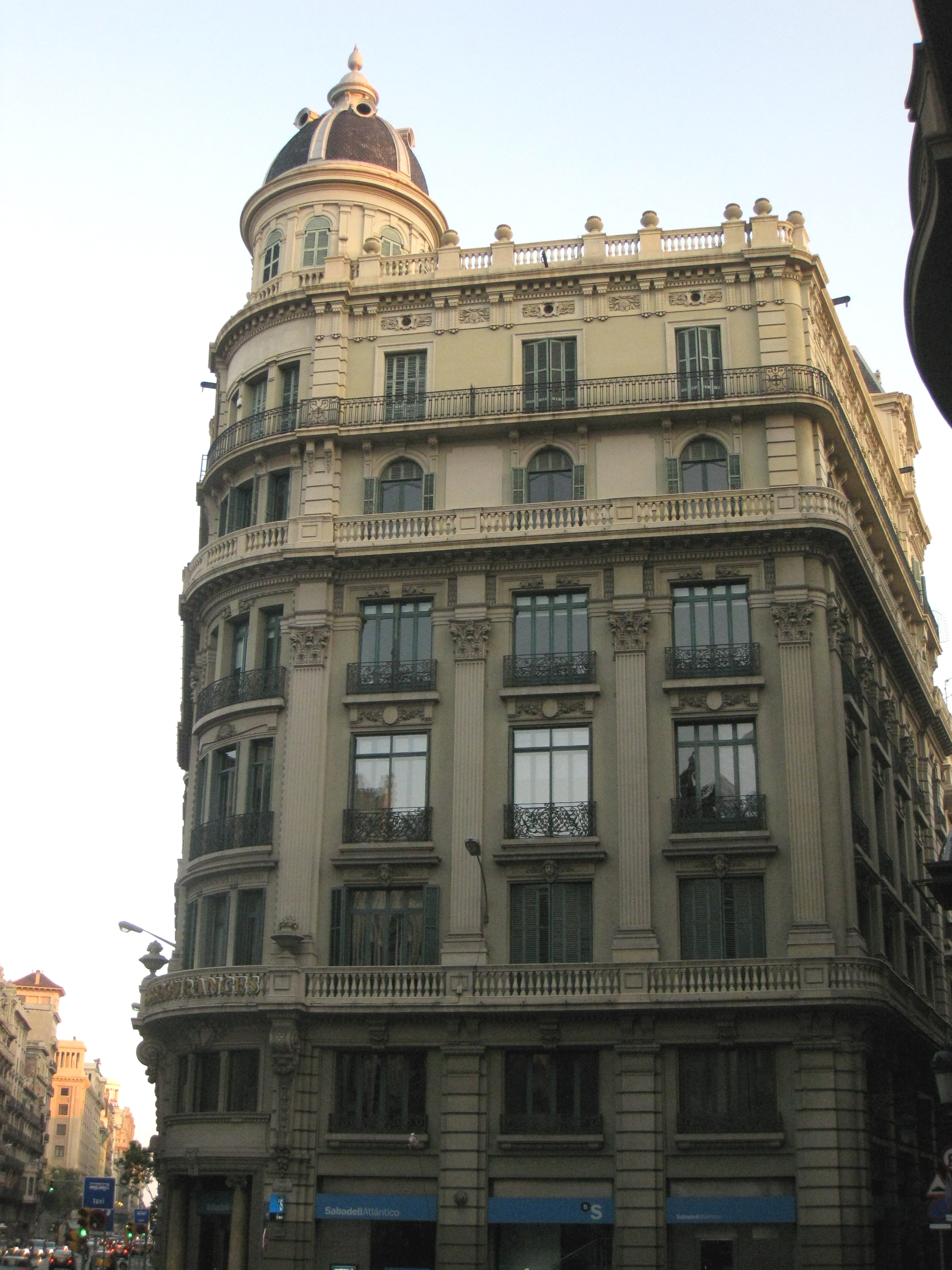
Actual seu a la Via Laietana (Casa Heribert Salas)

## Fons
El març del 2014, el fons de l'editorial fou dipositat a la Biblioteca de Catalunya, fruit de la donació que en va fer la família Gili. Abasta des de la fundació de l'editorial fins a l'any 1989, i està integrat per més de 180.000 documents, majoritàriament cartes enviades i còpies de cartes trameses, però també contractes, factures, pressupostos o projectes editorials, així com en alguns casos liquidacions de drets d'autor. La documentació permet resseguir tota la història de l'empresa. Els documents es troben agrupats en onze sèries cronològiques, seguides per alguns blocs temàtics i es conserven en 307 capses d'arxiu, que ocupen uns 38 metres lineals.